# Heilige ijsvogel
De heilige ijsvogel (Todiramphus sanctus) is een soort ijsvogel uit het grotendeels Australaziatische geslacht Todiramphus dat ongeveer dertig soorten bevat.

## Herkenning
De heilige ijsvogel heeft een lichaamslengte van 19 tot 23 cm en een lichaamsgewicht van 65 gram. Deze vogel heeft een lichte, bruingele buik, een blauwgroene rug en een stevige zwarte snavel. Hij heeft een witte band om zijn nek die doorloopt tot onder zijn snavel, en onder zijn oog loopt een donkergroene streep.

## Leefwijze
De heilige ijsvogel eet grote insecten, larven, kleine reptielen (vooral hagedisjes), schaaldieren en heel soms een vis.

## Voortplanting
De vogels broeden van september tot december. Ze bouwen een nest in de steile oever van een rivier, ongeveer twee meter onder het oppervlak van de grond. Het vrouwtje legt drie tot zes eieren, die na 18 dagen broeden uitkomen. Na nog eens 26 dagen vliegen de jongen uit.

## Verspreiding en leefgebied
De heilige ijsvogel komt voor in mangrove-, eucalyptus- en papierstambossen (Melaleuca uit de Mirtefamilie) in Australië en Nieuw-Zeeland, en trekt na het broedseizoen naar het noorden (Indonesië, Papoea-Nieuw-Guinea en de Salomonseilanden).
De soort telt vijf ondersoorten:
- T. s. sanctus: van Australië tot de oostelijke Salomonseilanden.
- T. s. vagans: Nieuw-Zeeland, Lord Howe-eiland en de Kermadeceilanden.
- T. s. norfolkiensis: Norfolk.
- T. s. canacorum: Nieuw-Caledonië.
- T. s. macmillani: Loyaliteitseilanden.

## Status
De heilige ijsvogel heeft een groot verspreidingsgebied en daardoor alleen al is de kans op de status  kwetsbaar (voor uitsterven) gering. De grootte van de populatie is niet gekwantificeerd, maar gaat in aantal vooruit. Om deze redenen staat deze ijsvogelsoort als niet bedreigd op de Rode Lijst van de IUCN.